# Equipe checa na Copa Davis
A equipe checa na Copa Davis representa a Chéquia na Copa Davis, principal competição de tênis masculina por equipes do mundo. É administrada pela Český tenisový svaz.
Conquistou três títulos, sendo um pela extinta Checoslováquia. Apenas a Chéquia, e não a Eslováquia, acumulou esses êxitos.

## Última escalação
Pela fase de grupos do Finals, em setembro de 2023.
- Jiří Lehečka
- Tomáš Macháč
- Jakub Menšík
- Adam Pavlásek